# Victor Chocquet
Victor Chocquet (Lilla, 19 dicembre 1821 – Parigi, 7 aprile 1891) è stato un collezionista d'arte e mecenate francese.
Chocquet è noto per essere stato un ardente propagandista e mecenate dei pittori impressionisti. Redattore principale alla direzione della dogana, presenziò a tutte le mostre, difendendo i pittori derisi da scherni e insulti. La sua immensa collezione fu dispersa dopo la sua morte nel 1899. Una gran parte dei dipinti si trova attualmente nei musei statunitensi.

## Biografia
Nato in una famiglia benestante di filatori di Lilla, fin da giovanissimo dedicò tutte le sue risorse all'acquisto di opere d'arte: dipinti (tra cui quelli di Eugène Delacroix, Gustave Courbet, Honoré Daumier), porcellane e mobili. Nel 1875, mentre assisteva alla vendita degli impressionisti all'Hôtel Drouot, sviluppò una passione per i dipinti fischiati dal pubblico. Chiese ad Auguste Renoir di dipingere da una fotografia un ritratto di sua moglie e della loro nipote Marie-Sophie, morta all'età di cinque anni. Durante questa prima vendita della Société anonyme des artistes all'Hôtel Drouot, il 24 marzo 1875, le entrate dei pittori non coprivano le loro spese, poiché il prezzo medio di un dipinto ammontava a 100 franchi. Quel giorno, fu insieme a Ernest Hoschedé e Georges de Bellio uno dei primi sostenitori degli artisti.
Particolarmente entusiasta di Paul Cézanne, di cui vedeva i quadri da Père Tanguy, spese molte energie nel difendere verbalmente i pittori alle mostre del 1876 e del 1877 a cui prestò opere della sua collezione. Nonostante le derisioni subite durante la presentazione del proprio ritratto da parte di Cézanne e nonostante le violente critiche della stampa, non si scoraggiò, neppure quando le sue risorse diminuirono dal momento in cui prese la pensione anticipata, nel 1877. Dal 1882, l'eredità della suocera gli consentì di riprendere i suoi acquisti; comprò a Hattenville in Normandia una proprietà dove avrebbe accolto vari pittori a dipingere un gran numero di opere, una su tutte Ferme à Hattenville di Cézanne. La sua collezione rivaleggiava con quella dei più grandi collezionisti e dalla stampa veniva spesso menzionato insieme a Georges de Bellio ed Eugène Murer. Possedeva circa 32 dipinti di Cézanne.
A Parigi, Victor Chocquet visse in un appartamento al 198 di rue de Rivoli, che si affacciava sul giardino delle Tuileries, da cui Monet dipinse diversi dipinti tra cui la Veduta del giardino delle Tuileries del 1876, un olio su tela di 53,97 x 73,2 cm. Successivamente, verso la fine della sua vita, si trasferì in una piccola dimora del XVIII secolo, presso rue Monsigny.

## Ritratti e dipinti

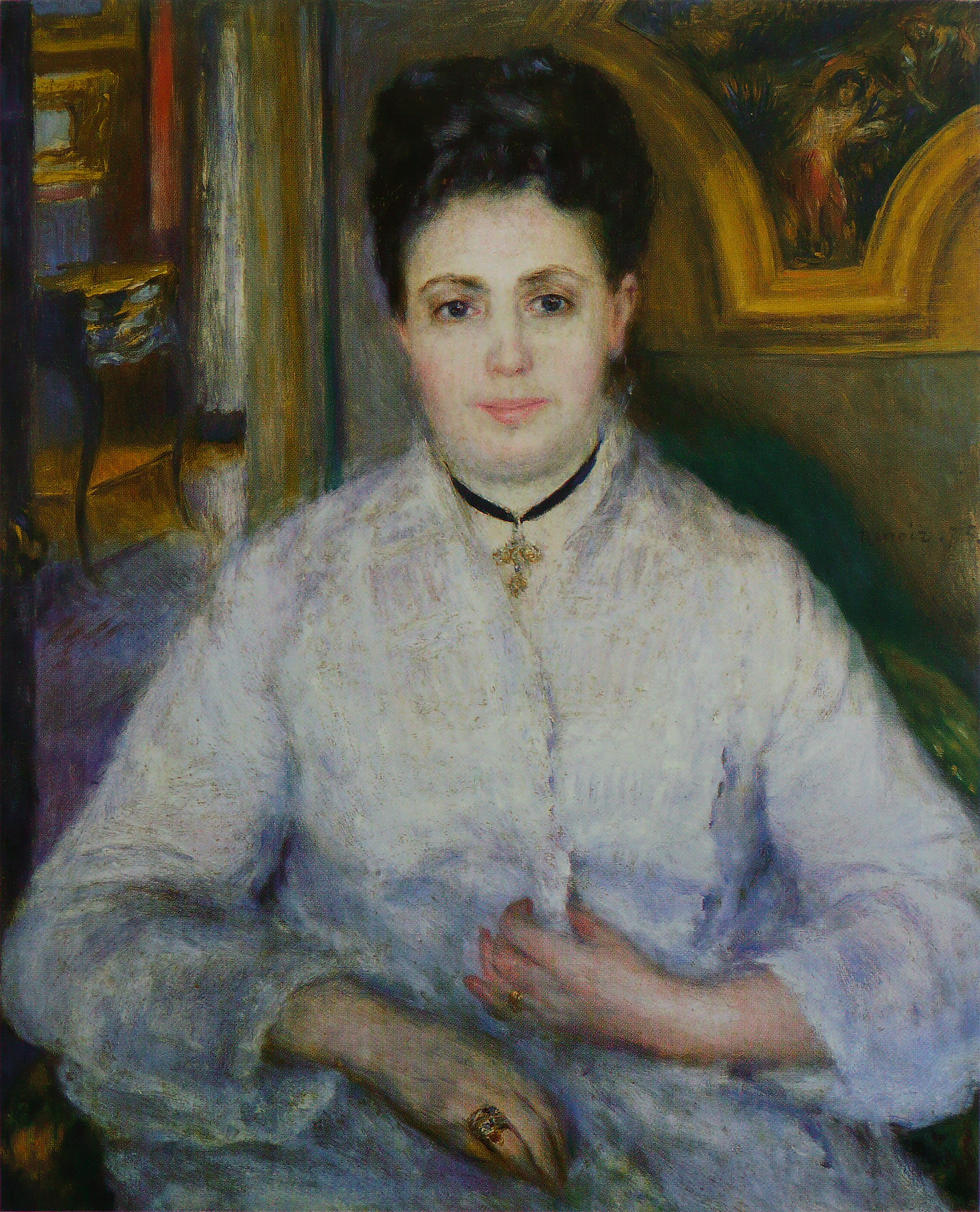
Madame Victor Chocquet di Pierre-Auguste Renoir, 1875, Staatsgalerie (Stoccarda)
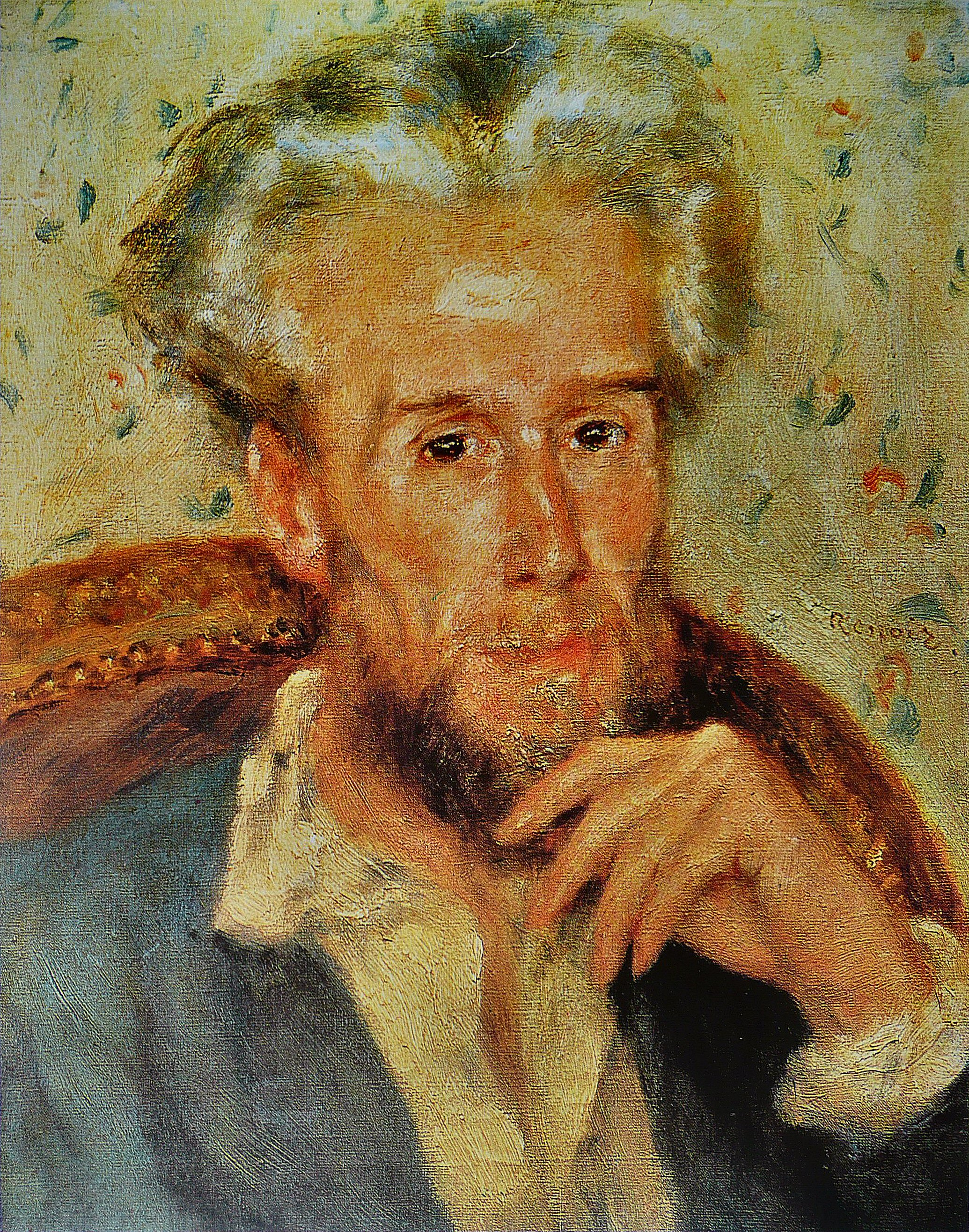
Pierre-Auguste Renoir, Ritratto di Victor Chocquet 1876 Oskar Reinhart Collezione Winterthur
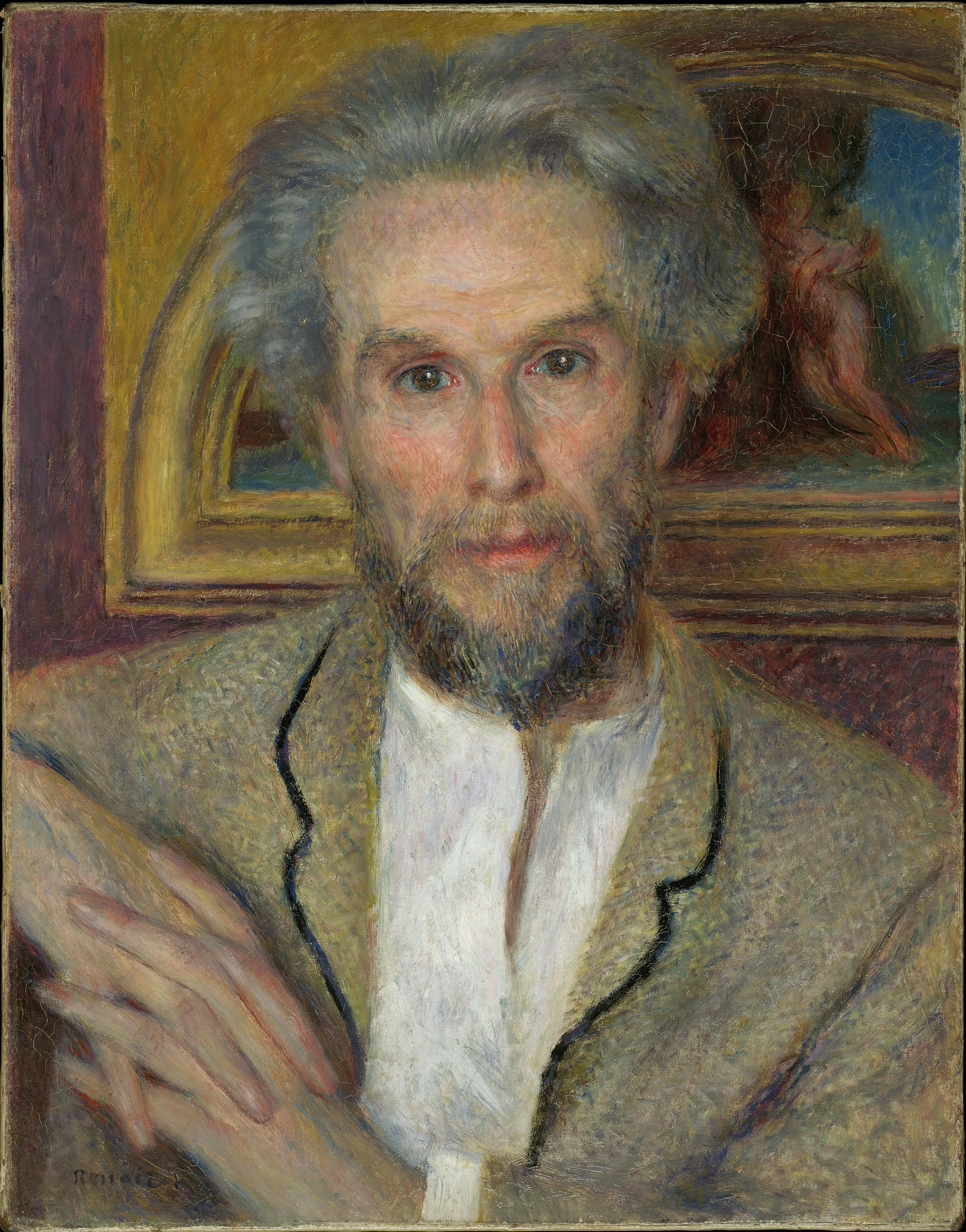
Pierre-Auguste Renoir, Ritratto di Victor Chocquet 1876 Fogg Museum of Art Cambridge (Massachusetts)
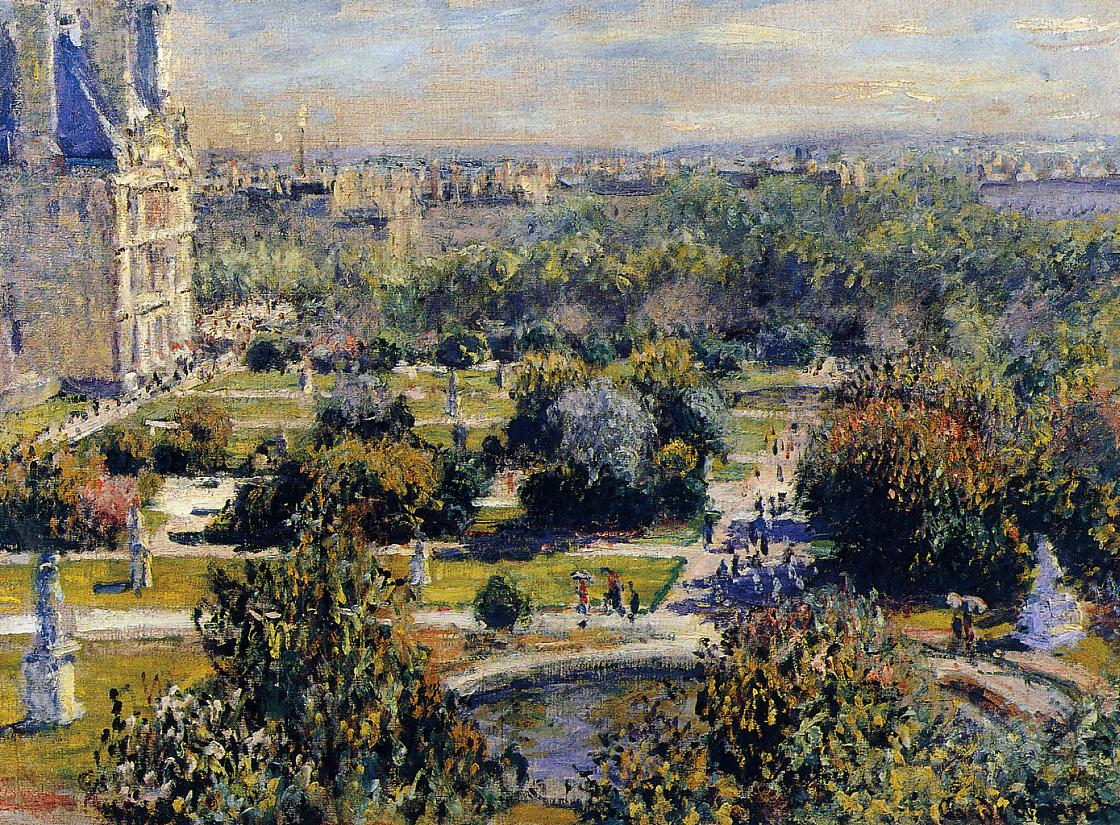
Claude Monet, Veduta del giardino delle Tuileries 1876, dipinto dall'appartamento di Victor Chocquet, rue de Rivoli, Musée Marmottan Monet
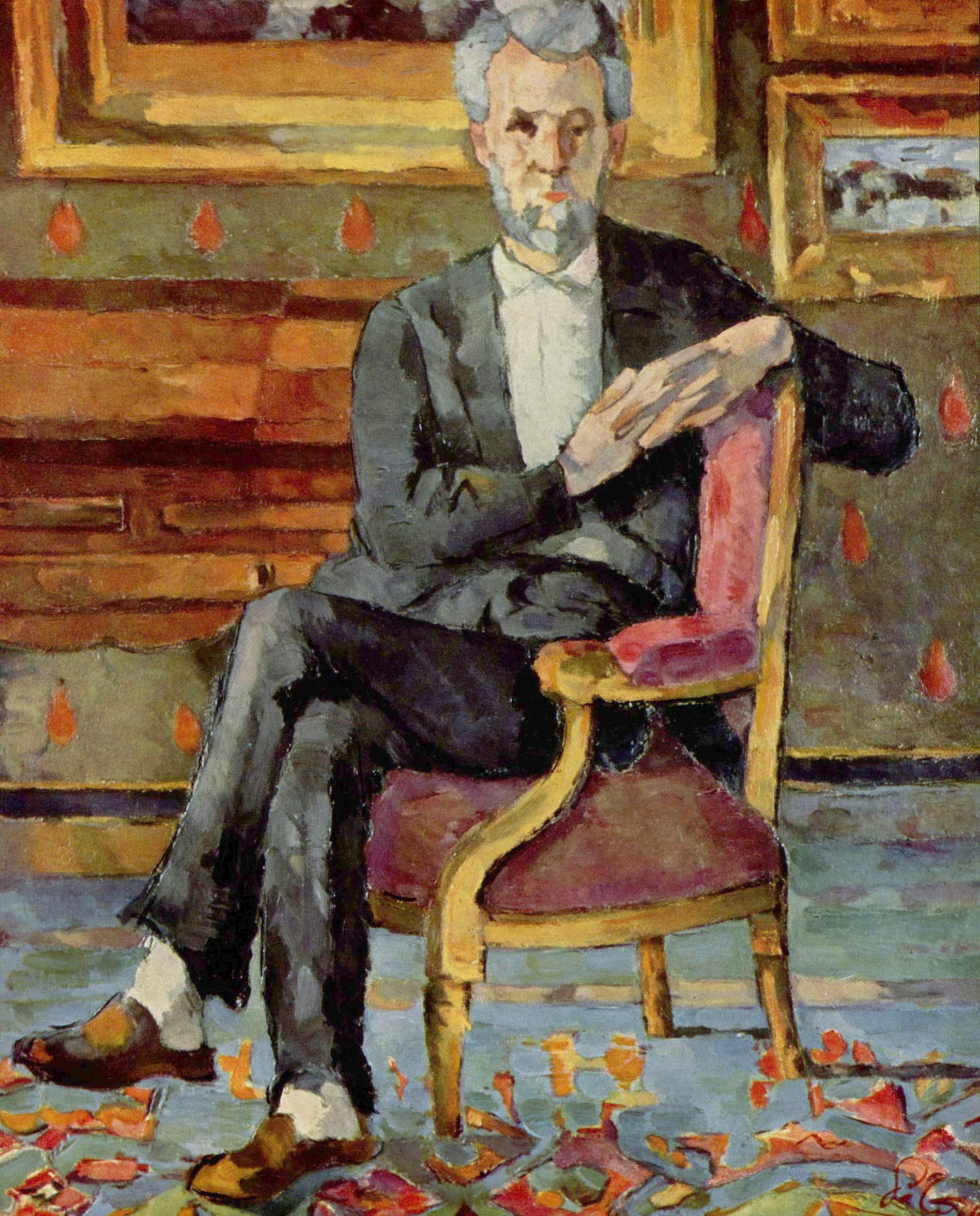
Paul Cézanne : Ritratto di Victor Chocquet, (1877), Columbus Museum of Art, Columbus (Ohio)
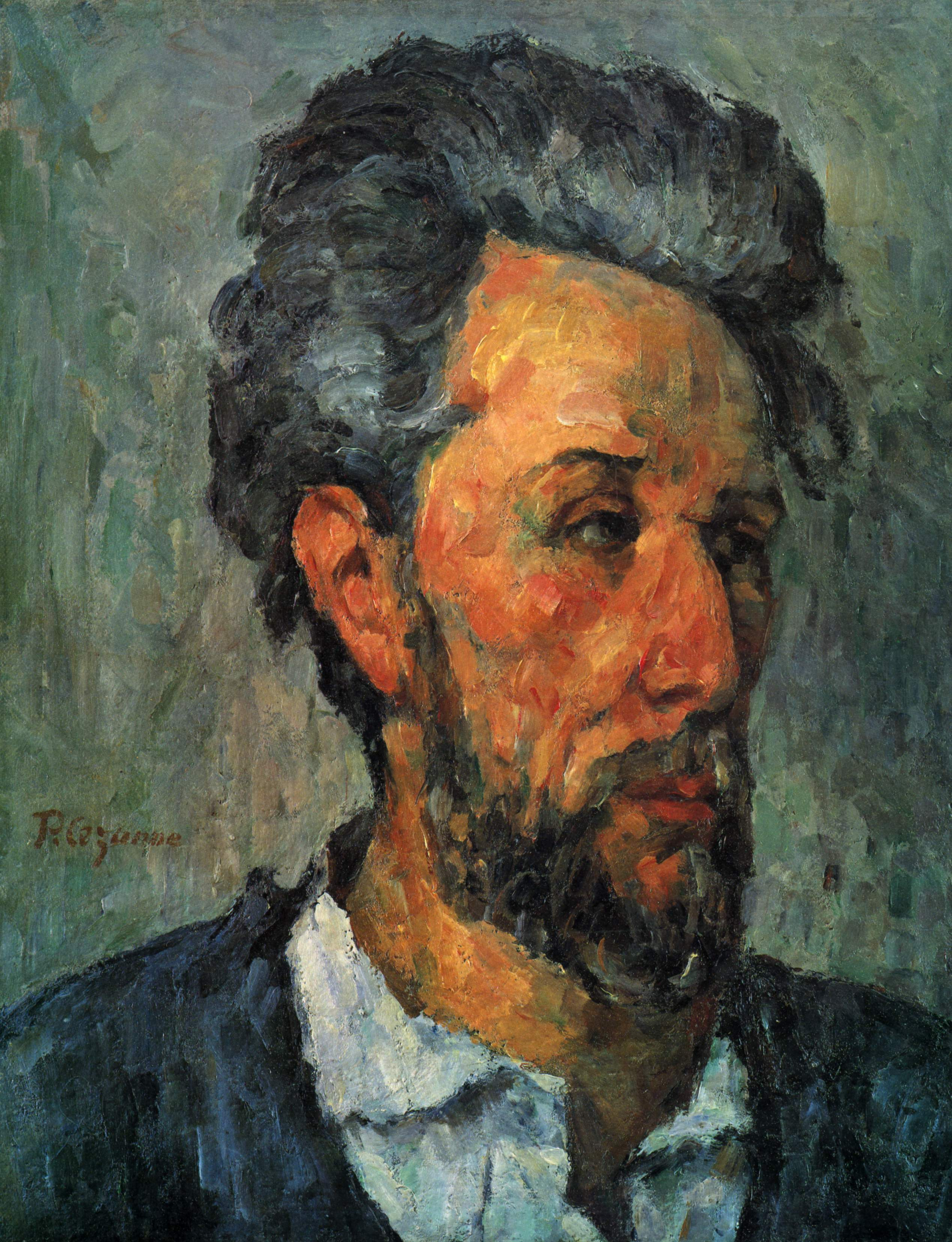
Paul Cézanne : Ritratto di Victor Chocquet (1875), olio su tela, collezione Lord Victor Rothschild, Cambridge